# Нижньоінгал
Нижньоінга́л (рос. Нижнеингал) — присілок у складі Заводоуковського міського округу Тюменської області, Росія.
Населення — 186 осіб (2010, 211 у 2002).
Національний склад станом на 2002 рік:
- татари — 92 %